# Раскатиха (муниципальное образование Алапаевское)
Раскатиха — село в Алапаевском районе Свердловской области России. Входит в муниципальное образование Алапаевское, подчиняется Деевскому территориальному управлению.

## География
Расположена на восточном склоне Уральских гор, по течению реки Реж. На территории деревни в реку Реж впадает река Шакиш, Деревня находится на изрезанной ландшафтом местности, имеющими свои названия: Подосенино, Андреево (центр), Загайново, Заречье.
официально зарегистрировано двенадцать улиц: Лесная, Ленина, Зелёная, Свердлова, Колхозная, Копейская, Береговая, Молодёжная, Набережная, Октябрьская, Красных Орлов, Николая Подкина (в честь знатного земляка Подкин, Николай Александрович).
В долине реки Реж, на территории Раскатихи и окрестностей, главными достопримечательностей являются скалы-бойцы: Змеиный, Говорун, Бык, Малый, Плита. Всего в долине реки насчитывается более шестидесяти скал. По правому берегу реки в районе Раскатихи протянулся на многие километры сосновый бор, богатый ягодами и грибами. Воздух в бору и микроклимат является целебным, не зря в пятидесятых годах XX века в двух километрах ниже, по течению реки построили сначала дом отдыха, а после известный курорт Самоцвет, знаменитый так же привозимыми с озера Молтаево лечебными грязями.
Расстояние до Алапаевска составляет 32 километра.
Соседние сёла: Деево, Арамашево, Гостьково, Курорт Самоцвет.

## Население
| 2002 | 2010 |
| ---- | ---- |
| 456  | ↘372 |

## Инфраструктура
Личное подсобное хозяйство с зоной сельскохозяйственного использования, индивидуальная застройка усадебного типа.
Основа экономики — сельское хозяйство.
Клуб деревни Раскатиха.

## Транспорт
Автобусное сообщение с райцентром. Остановки общественного транспорта «Раскатиха», «Поворот на Раскатиху».
1. 1 2  Всероссийская перепись населения 2010 года. Численность и размещение населения Свердловской области
2. ↑  Данные Всероссийской переписи населения 2002 года: таблица № 02c. Численность населения и преобладающая национальность по каждому сельскому населённому пункту. — М.: Росстат, 2004.